# Jablanica (gmina Lopare)
Jablanica (cyr. Јабланица) – wieś w Bośni i Hercegowinie, w Republice Serbskiej, w gminie Lopare. W 2013 roku liczyła 850 mieszkańców.